# 劉伯躍
劉伯躍（1503年—？），字起之，號羅湖，江西南昌府南昌縣羅池里人，民籍，明朝政治人物。

## 生平
嘉靖七年（1528年）戊子科江西鄉試第三名舉人。嘉靖八年（1529年）中式己丑科會試第五十一名，登第二甲第八十三名進士。授刑部主事，十四年乙未五月丁父忧。起礼部祠祭司主事，升本司员外郎，十九年升儀制司郎中，出为福建按察司副使，累官四川按察使、湖广左布政使。嘉靖三十三年（1554年）九月升都察院右副都御史、抚治郧阳，三十五年四月入为工部右侍郎，三十六年四月兼都察院左佥都御史，总督四川湖贵采办大木。丁忧归。三十九年九月起復工部左侍郎，嚴嵩父子倒台後，四十一年九月被革职閑住，十一月录采木诸臣功，復職致仕。

## 家族
曾祖劉季彰；祖父劉子朋；父劉傑達（1477年-1535年），母熊氏；繼母孫氏。重庆下。兄劉伯秀，按察司副使；劉伯欽。弟伯翔、伯昇。伯跃女嫁大学士严嵩之甥应枢。